# Alva Noë
Alva Noë (B.Phil, Universidad de Oxford, Ph.D., Universidad de Harvard) es un filósofo externalista y profesor universitario. El principal tema en su trabajo es la teoría de la percepción y la conciencia. Además de estos problemas en ciencia cognitiva y filosofía de la mente, está interesado en fenomenología, teoría del arte, Wittgenstein, y los orígenes de la filosofía analítica.
Noë hace parte del Departamento de Filosofía de la Universidad de California en Berkeley, como profesor asociado desde 2003. Actualmente es miembro del Instituto de Ciencias Cognitivas y del Cerebro de la misma universidad, donde sirve como profesor principal para el Programa de Ciencia Cognitiva y el Centro para Nuevos Medios. Antes de llegar a Berkeley, Noë fue profesor asistente de filosofía en la Universidad de California en Santa Cruz. Ha sido Investigador Asociado Postdoctoral en el Centro de Estudios Cognitivos de la Universidad de Tufts, académico visitante en el Departamento de Lógica y Filosofía de la Ciencia en la Universidad de California en Irvine y en el Institut Jean-Nicod en París, académico visitante McDonnell-Pew en el Centro de Neurociencia Cognitiva de Oxford, y académico visitante en el Centro de Investigación en Subjetividad en la Universidad de Copenhague. 
Noë es autor de los libros Out of Our Heads (2009). y Action In Perception (MIT Press, 2004).. Es coeditor de Vision and Mind: Selected Readings in the Philosophy of Perception (MIT Press, 2002) y editor de Is the Visual World a Grand Illusion? (Academic Press, 2002).